# Estnische Unihockeynationalmannschaft

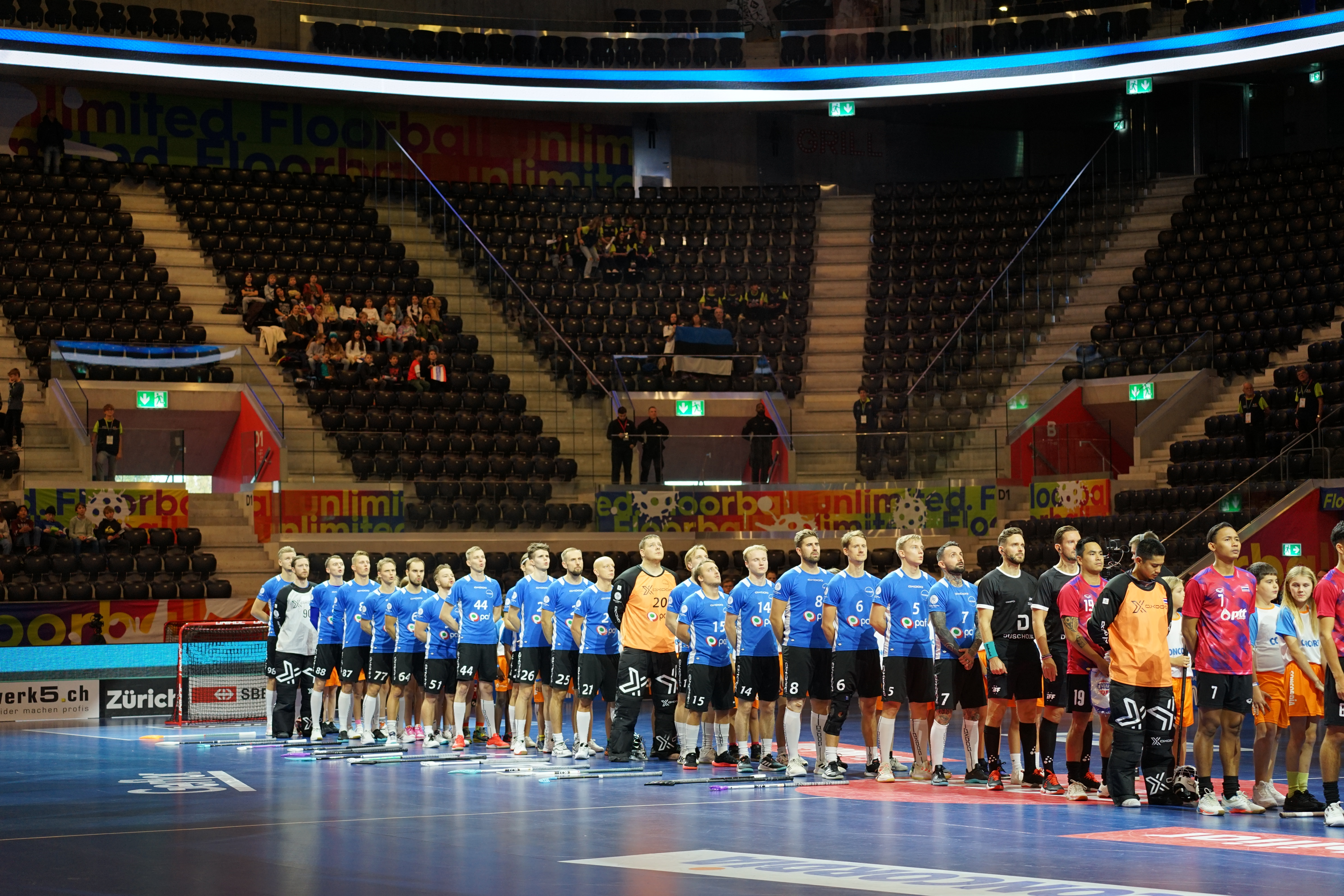
Die Nationalmannschaft an der WM 2022

Die estnische Unihockeynationalmannschaft repräsentiert Estland bei Länderspielen und internationalen Turnieren in der Sportart Unihockey (auch bekannt als Floorball).
Der nationale Floorballverband Estlands, die Eesti Saalihoki Liit/Estonian Floorball Union, wurde 1993 gegründet. 1994 wurde der Verband in die International Floorball Federation aufgenommen. 1996 nahm Estland an der ersten Weltmeisterschaft teil und belegte dabei den 11. Platz. Bei der Weltmeisterschaft 2008, 2010, 2014, 2016 und 2020 erreichte Estland mit Platz 8 das bislang beste Resultat.

## Weltmeisterschaften
| WM   | Austragungsort(e)                              | Platz     |
| ---- | ---------------------------------------------- | --------- |
| 1996 | Skellefteå, Uppsala, Stockholm                 | 11. Platz |
| 1998 | Brünn, Prag                                    | 10. Platz |
| 2000 | Drammen, Oslo, Sarpsborg                       | 11. Platz |
| 2002 | Helsinki                                       | 12. Platz |
| 2004 | Zürich, Kloten                                 | 12. Platz |
| 2006 | Helsingborg, Malmö, Botkyrka, Solna, Stockholm | 11. Platz |
| 2008 | Ostrava, Prag                                  | 08. Platz |
| 2010 | Helsinki, Vantaa                               | 08. Platz |
| 2012 | Zürich, Bern                                   | 09. Platz |
| 2014 | Göteborg                                       | 08. Platz |
| 2016 | Riga                                           | 08. Platz |
| 2018 | Prag                                           | 10. Platz |
| 2021 | Helsinki                                       | 08. Platz |
| 2022 | Zürich, Winterthur                             | 09. Platz |
| 2024 | Malmö                                          | 09. Platz |

## Europameisterschaften
1994 und 1995 fanden zwei Europameisterschaften im Unihockey statt.
| EM   | Austragungsort(e) | Platz           |
| ---- | ----------------- | --------------- |
| 1994 | Helsinki          | keine Teilnahme |
| 1995 | Schweiz           | 9. Platz        |